# Moskevská církevní provincie Matky Boží
Moskevská církevní provincie Matky Boží je církevní provincie římskokatolické církve na území Ruska.
Na území Ruska se větší počet římských katolíků objevil až s ruskou západní expanzí v 18. století, zejména na úkor převážně katolického Polska. Tato území patřila k Hnězdenské církevní provincii, jejíž sídlo se po dělení Polska ocitlo na území Pruska, a ke Lvovské církevní provincii, jejíž sídlo bylo na území Rakouska. Carevna Kateřina II. Veliká usilovala o vynětí ruského území z pravomoci těchto církevních metropolí, a proto nechala vytvořit roku 1783 nejprve novou arcidiecézi se sídle v Mohylevě (nyní Bělorusko). Roku 1798 byla pro Rusko zřízena samostatná Mohylevská církevní provincie; jejím sídlem byl zprvu skutečně Mohylev, od roku 1873 však metropolita sídlil v Petrohradě. Této provincii podléhalo celé dnešní ruské území fakticky až do roku 1926 a teoreticky až do roku 1991.
Na území Sovětského svazu byla římskokatolická církev pronásledována a její církevní organizace byla rozvrácena. Roku 1926 byla – bez ohledu na dosavadní diecézní členění – utvořena soustava apoštolských administratur, ale i ta brzy přestala fakticky fungovat. Uspořádání církevních poměrů bylo možné až od 90. let 20. století. Roku 1991 byla obnovena diecézní organizace na Ukrajině a v Bělorusku, kde byly obnoveny církevní provincie Lvovská a (Minsko-)Mohylevská, území Ruska z nich však bylo definitivně vyňato. Byly místo toho vytvořeny dvě (od roku 1999 čtyři) apoštolské administratury podléhající přímo Svatému stolci.
Apoštolskou konstitucí papeže Jana Pavla II. Russiae intra fines ze dne 11. února 2002 byla vytvořena Moskevská církevní provincie Matky Boží (Provincia ecclesiastica Moscoviensis Matris Dei) zahrnující téměř veškeré území Ruska.
Území Kaliningradské oblasti patřilo po pokřtění Prusů až do reformace (1563) k Rižské církevní provincii a poté k varmijské diecézi, která byla nejprve podřízena přímo Svatému stolci, v letech 1930–1972 patřila k Vratislavské církevní provincii a v letech 1972–1992 k Varšavské církevní provincii. Již roku 1991 však byla Kaliningradská oblast formálně přičleněna k ruské církevní organizaci (apoštolská administratura Evropské Rusko). Jediným územím Ruska, které v současnosti nespadá pod Moskevskou církevní provincii Matky Boží, je apoštolská prefektura Južno-Sachalinsk.
Území provincie se člení na tyto diecéze (všechny vznikly roku 2002):
- Arcidiecéze moskevská Matky Boží (původně apoštolská administratura Severní evropské Rusko)
- Diecéze saratovská svatého Klimenta (původně apoštolská administratura Jižní evropské Rusko)
- Diecéze novosibirská Proměnění Páně (původně apoštolská administratura Západní Sibiř)
- Diecéze irkutská svatého Josefa (původně apoštolská administratura Východní Sibiř)

V čele Moskevské církevní provincie Matky Boží stojí arcibiskup-metropolita moskevský, v současnosti (od roku 2007) je to Paolo Pezzi.